# Ингебретсен, Олаф
Олаф Ингебретсен (норв. Olaf Ingebretsen; 24 мая 1892, Кристиания — 20 июля 1971, Берум) — норвежский гимнаст, бронзовый призёр летних Олимпийских игр 1912 года по гимнастике в командном первенстве по шведской системе.